# 中共重慶地方執行委員會舊址
中共重慶地方執行委員會舊址位於重慶市渝中區二府衙19號，1925～1927年中共重慶地方工作委員會舊址（即當時的四川省委），文物遺址年代為民國，1962年2月18日列為重慶市第一批文物古蹟保護單位。1987年1月23日列為重慶市第二批市級文物保護單位初定名單。1992年3月19日列為重慶市第二批市級文物保護單位。2009年12月15日列為第二批重慶市文物保護單位。